# Humbug (album)
Humbug là album phòng thu thứ ba của ban nhạc indie rock Anh Arctic Monkeys, được phát hành ngày 19 tháng 8 năm 2009 bởi Domino Records. Ban nhạc bắt đầu viết các bài hát cho album vào cuối hè 2008, và kết thúc vào mùa xuân 2009.
Như album trước nó, Favourite Worst Nightmare (2007), Humbug được phát hành đầu tiên tại Nhật Bản, vào ngày 19 tháng 8 năm 2009, tiếp theo tại Úc, Brazil, Ireland và Đức, vào ngày 21 tháng 8 năm 2009. Nó được phát hành tại Anh ngày 24 tháng 8 năm 2009, tại Mỹ một ngày sau đó và Hy Lạp vào 31 tháng 8. 

## Đĩa đơn
Đĩa đơn đầu tiên từ album là "Crying Lightning". Nó được phát hành ngày 6 tháng 7, nó được chơi tại BBC Radio 1 và được cho tải từ iTunes vào nữa đêm ngày đó. Vào ngày 4 tháng 10 năm 2009 trang web chính thức của ban nhạc thông báo đĩa đơn thứ hai là "Cornerstone" Các mặt B của Cornerstone là "Catapult", "Sketchead" và "Fright Lined Dining Room".
Ngày 1 tháng 2 năm 2010, đĩa đơn thứ ba là "My Propeller". Các mặt B của My Propeller là "Joining the Dots", "The Afternoon's Hat" và "Don't Forget Whose Legs You're On", với chỉ "Joining the Dots" xuất hiện như mặt B trên phiên bản 7".
Tính đế tháng 9 năm 2013 album đã bán được hơn 320,921 bản tại Anh.

## Phê bình đánh giá
| Đánh giá chuyên môn | Đánh giá chuyên môn |
| Điểm trung bình     | Điểm trung bình     |
| Nguồn               | Đánh giá            |
| ------------------- | ------------------- |
| Metacritic          | 75/100              |
| Nguồn đánh giá      |                     |
| Nguồn               | Đánh giá            |
| AllMusic            | [ 4 ]               |
| The A.V. Club       | C+                  |
| Billboard           | 82/100              |
| Clash               | [ 7 ]               |
| The Guardian        | [ 8 ]               |
| NME                 | 7/10                |
| Pitchfork Media     | 7.2/10              |
| Rolling Stone       | [ 11 ]              |
| Spin                | 6/10                |
| Uncut               | [ 13 ]              |

Humbug nhận được hầu hết là đánh giá tích cực từ các nhà phê bình, trên trang Metacritic, theo thang điểm 100, album nhận được điểm trung bình là 75, dựa trên 26 đánh giá.

## Danh sách bài hát
Tất cả lời bài hát được viết bởi Alex Turner; tất cả nhạc phẩm được soạn bởi Arctic Monkeys.
| STT              | Nhan đề                | Thời lượng |
| ---------------- | ---------------------- | ---------- |
| 1.               | "My Propeller"         | 3:27       |
| 2.               | "Crying Lightning"     | 3:43       |
| 3.               | "Dangerous Animals"    | 3:30       |
| 4.               | "Secret Door"          | 3:43       |
| 5.               | "Potion Approaching"   | 3:32       |
| 6.               | "Fire and the Thud"    | 3:57       |
| 7.               | "Cornerstone"          | 3:18       |
| 8.               | "Dance Little Liar"    | 4:43       |
| 9.               | "Pretty Visitors"      | 3:40       |
| 10.              | "The Jeweller's Hands" | 5:42       |
| Tổng thời lượng: | Tổng thời lượng:       | 39:20      |

| iTunes bonus track | iTunes bonus track         | iTunes bonus track |
| STT                | Nhan đề                    | Thời lượng         |
| ------------------ | -------------------------- | ------------------ |
| 11.                | "I Haven't Got My Strange" | 1:29               |

| Japanese bonus tracks | Japanese bonus tracks                                | Japanese bonus tracks |
| STT                   | Nhan đề                                              | Thời lượng            |
| --------------------- | ---------------------------------------------------- | --------------------- |
| 12.                   | "Red Right Hand" (Nick Cave and the Bad Seeds cover) | 4:19                  |

## Thành phần tham gia
| Arctic Monkeys - Alex Turner – hát chính, lead và rhythm guitar, bàn phím(track 3, 6, 8, 9 và 10), xylophone (track 3, 5 và 6) - Jamie Cook – lead và rhythm guitar, baritone guitar (track 1) - Nick O'Malley – bass guitar, hát phụ - Matt Helders – drums, percussion, hát phụ | Nghệ sĩ thêm vào - Josh Homme – hát phụ (track 3, 5, 10 and 11), glockenspiel (track 10) - Alison Mosshart – hát phụ (track 6) - John Ashton – backing vocals (track 1 và 2), bàn phím (tracks 1, 2 and 7) Kỹ thuật - Josh Homme – sản xuất (trừ track 1, 4, 7 and 11) - James Ford – sản xuất (track 1, 4, 7 và 11) |

## Bảng xếp hạng và chứng nhận
| BXH (2009)                               | Vị trí cao nhất |
| ---------------------------------------- | --------------- |
| Album Úc (ARIA)                          | 2               |
| Album Áo (Ö3 Austria)                    | 7               |
| Album Bỉ (Ultratop Vlaanderen)           | 1               |
| Album Bỉ (Ultratop Wallonie)             | 4               |
| Album Canada (Billboard)                 | 6               |
| Album Đan Mạch (Hitlisten)               | 4               |
| Album Hà Lan (Album Top 100)             | 2               |
| Album Phần Lan (Suomen virallinen lista) | 11              |
| Album Pháp (SNEP)                        | 2               |
| Album Đức (Offizielle Top 100)           | 4               |
| Album Hy Lạp (IFPI)                      | 17              |
| Album Ireland (IRMA)                     | 1               |
| Album Ý (FIMI)                           | 17              |
| Japanese Albums (Oricon)                 | 3               |
| Album México (Top 100 Mexico)            | 23              |
| Album New Zealand (RMNZ)                 | 3               |
| Album Na Uy (VG-lista)                   | 7               |
| Album Ba Lan (ZPAV)                      | 49              |
| Album Bồ Đào Nha (AFP)                   | 7               |
| Album Tây Ban Nha (PROMUSICAE)           | 5               |
| Album Thụy Điển (Sverigetopplistan)      | 12              |
| Album Thụy Sĩ (Schweizer Hitparade)      | 7               |
| Album Anh Quốc (OCC)                     | 1               |
| Album Hoa Kỳ Billboard 200               | 15              |
| Album Hoa Kỳ Independent (Billboard)     | 1               |
| Album Hoa Kỳ Top Alternative (Billboard) | 4               |

| Quốc gia                                  | Chứng nhận | Số đơn vị/doanh số chứng nhận |
| ----------------------------------------- | ---------- | ----------------------------- |
| Anh Quốc (BPI)                            | Bạch kim   | 300.000^                      |
| ^ Chứng nhận dựa theo doanh số nhập hàng. |            |                               |

## Lịch sử phát hành
| Quốc gia      | Ngày                |
| ------------- | ------------------- |
| Nhật Bản      | 19 tháng 8 năm 2009 |
| Úc            | 21 tháng 8 năm 2009 |
| Áo            | 21 tháng 8 năm 2009 |
| Brazil        | 21 tháng 8 năm 2009 |
| Ireland       | 21 tháng 8 năm 2009 |
| Đức           | 21 tháng 8 năm 2009 |
| Thụy Sĩ       | 21 tháng 8 năm 2009 |
| Anh           | 24 tháng 8 năm 2009 |
| Canada        | 25 tháng 8 năm 2009 |
| United States | 25 tháng 8 năm 2009 |
| Phần Lan      | 26 tháng 8 năm 2009 |
| Thụy Điển     | 26 tháng 8 năm 2009 |
| Ý             | 28 tháng 8 năm 2009 |
| Hy Lạp        | 31 tháng 8 năm 2009 |
| Thổ Nhỉ Kỳ    | 31 tháng 8 năm 2009 |

Source: